# Pozo Hondo (Independencia)
Es un atractivo turístico natural ubicado en la ciudad de Independencia, Departamento de Guairá, Paraguay, a unos 180 kilómetros de Asunción y a 30 km de Villarrica, la capital departamental. 

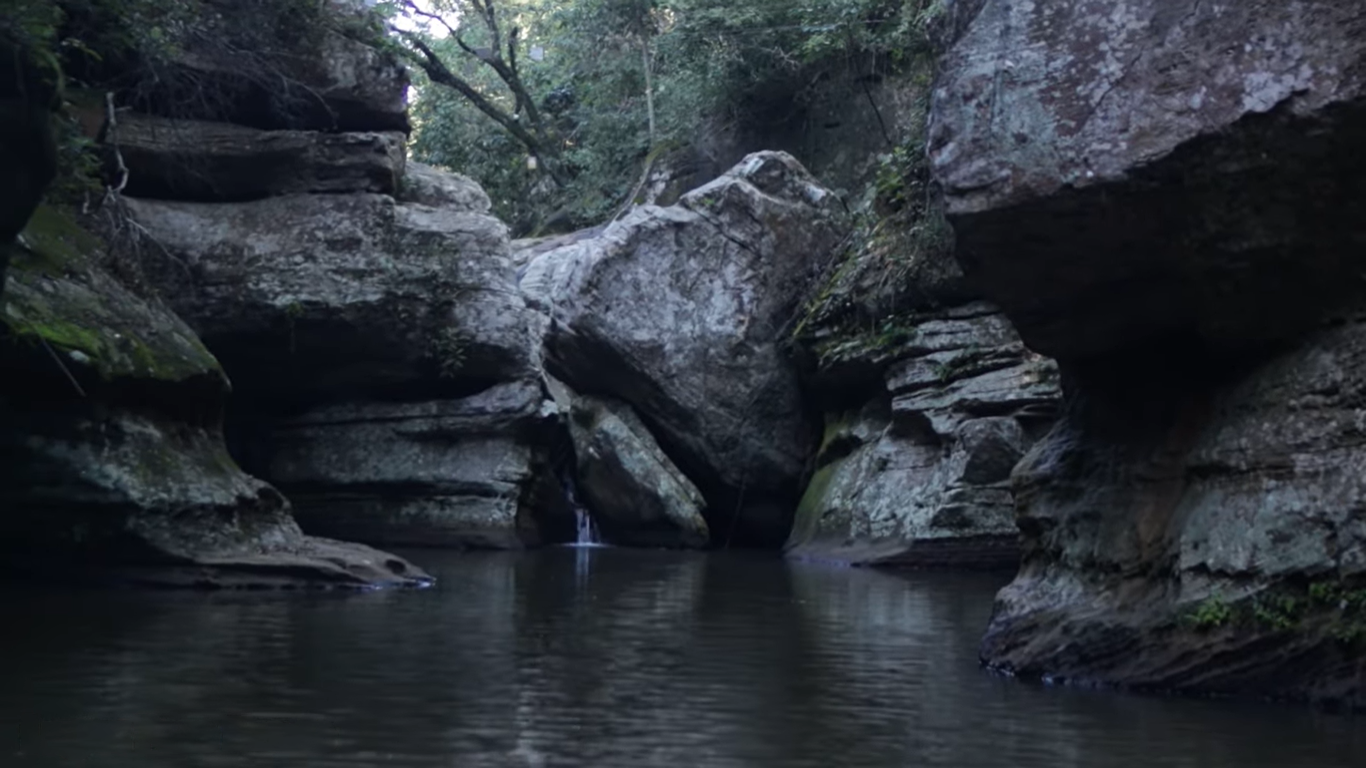
Vista de Pozo Hondo.

Se encuentra en el cauce del arroyo Tacuará y es un destino muy visitado por los turistas a nivel nacional, junto con el Salto Pa'i que es una pequeña cascada que se encuentra en la misma zona. Pozo Hondo se caracteriza por poseer aguas profundas y formaciones rocosas de hace millones de años. 
Es considerado por muchos como una joya natural del Paraguay, ya que se encuentra rodeado por un espeso bosque en medio de las serranías de la cordillera del Ybyturuzú.

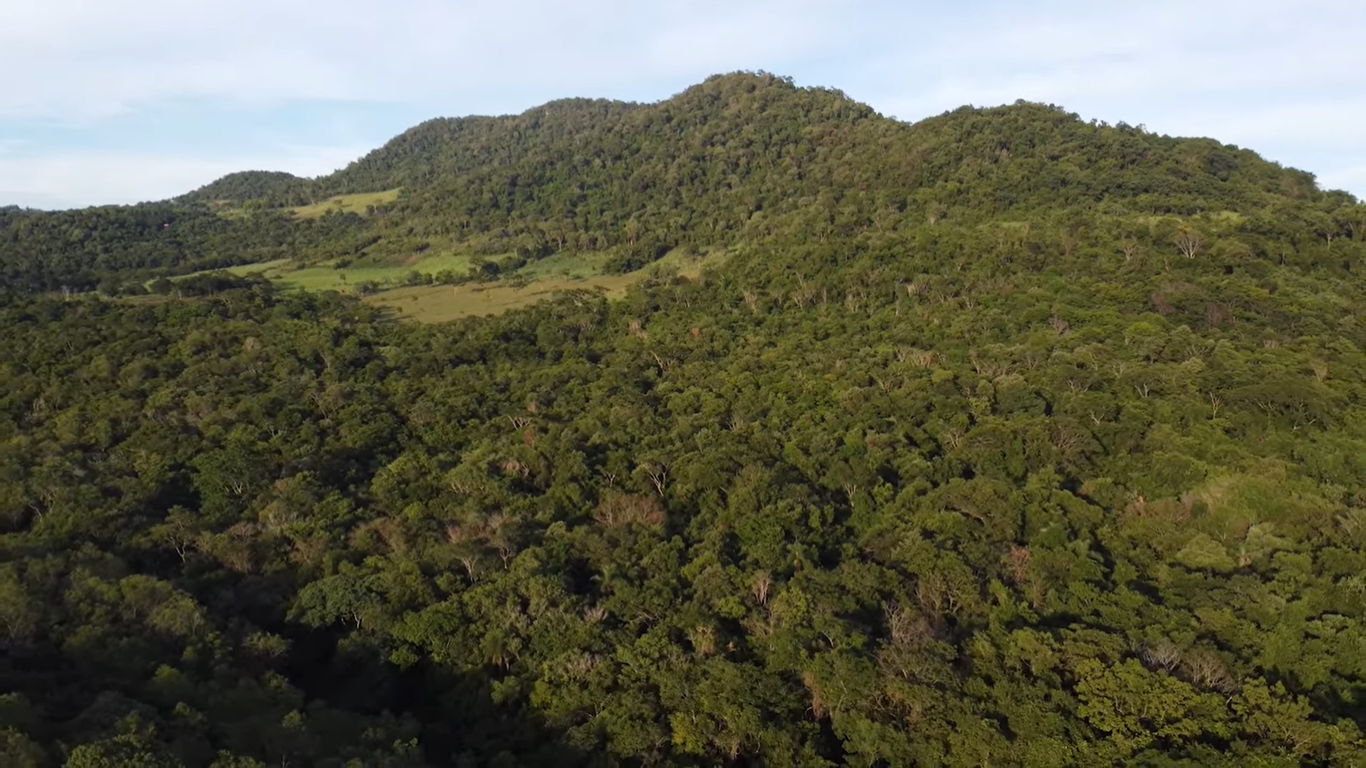
Cordillera del Ybyturuzú en la zona de Pozo Hondo.

Debido a esto y a que cada vez más personas visitan el lugar, se ha generado todo un auge de negocios alrededor del ecoturismo y en la zona se pueden encontrar hoteles, alojamientos, cámpines, balnearios, negocios de comida, etc.